# Mid-year Internationals 2021
Die Mid-year Internationals 2021 (auch als Summer Tests 2021 bezeichnet) waren eine vom 2. Juni bis zum 7. August 2021 stattfindende Serie von internationalen Rugby-Union-Spielen zwischen Mannschaften der ersten, zweiten und dritten Stärkeklasse. Aufgrund der Reisebeschränkungen während der COVID-19-Pandemie waren dies für manche Nationalmannschaften die ersten Spiele seit der Weltmeisterschaft 2019.
Das internationale Fenster fiel mit der Tour der British and Irish Lions nach Südafrika 2021 zusammen, die unter anderem eine Serie von drei Test Matches zwischen den Lions und den Springboks umfasste. Als Vorbereitung darauf spielten die Lions einmal gegen Japan und die Springboks einmal gegen Georgien. Eine weitere bedeutende Serie war Frankreich gegen Australien. Außerdem bestritt Fidschi erstmals überhaupt eine Serie gegen Neuseeland.

## Ergebnisse

### Wochen 1 bis 3
| 2. Juni 2021 15:00 CAT (UTC+2) | Simbabwe | 31 : 8 | Sambia | Police Grounds, Harare Zuschauer: 0 Schiedsrichter: Z. R. U. Appt (Simbabwe) |
| 2. Juni 2021 15:00 CAT (UTC+2) | Bericht  |        |        | Police Grounds, Harare Zuschauer: 0 Schiedsrichter: Z. R. U. Appt (Simbabwe) |

| 5. Juni 2021 15:00 CAT (UTC+2) | Simbabwe | 56 : 3 | Sambia | Police Grounds, Harare Zuschauer: 0 Schiedsrichter: Paul Mente (Südafrika) |
| 5. Juni 2021 15:00 CAT (UTC+2) | Bericht  |        |        | Police Grounds, Harare Zuschauer: 0 Schiedsrichter: Paul Mente (Südafrika) |

| 12. Juni 2021 15:35 JST (UTC+9) | Japan | 32 : 17       | Sunwolves                                                                                            | Shizuoka-Ecopa-Stadion, Fukuroi Zuschauer: 18.434 Schiedsrichter: Shūhei Kubo (Japan) |
| 12. Juni 2021 15:35 JST (UTC+9) | Versuche: Horikoshi (2) 60. erh., 80. erh. Nakamura 65. erh. Tafatu 71. n.erh. Erhöhungen: Matsuda (3/4) Straftritte: Tamura (1/2) 31. Matsuda (1/1) 76. | (3:7) Bericht | Versuche: Arai 19. erh. Takeyama 39. erh. Erhöhungen: Yamasawa (2/2) Straftritte: Takeyama (1/1) 68. | Shizuoka-Ecopa-Stadion, Fukuroi Zuschauer: 18.434 Schiedsrichter: Shūhei Kubo (Japan) |

| 12. Juni 2021 | Simbabwe | abgesagt | Namibia | Police Grounds, Harare |
| 12. Juni 2021 |          |          |         | Police Grounds, Harare |

| 19. Juni 2021 | Namibia | abgesagt | Simbabwe | Hage-Geingob-Stadion, Windhoek |
| 19. Juni 2021 |         |          |          | Hage-Geingob-Stadion, Windhoek |

### Woche 4
| 26. Juni 2021 19:05 NZST (UTC+12) | Māori All Blacks | 35 : 10        | Samoa                                                                        | Wellington Regional Stadium, Wellington Zuschauer: 0 Schiedsrichter: Nic Berry (Australien) |
| 26. Juni 2021 19:05 NZST (UTC+12) | Versuche: Stevenson (2) 9. erh., 38. erh. Wainui 32. erh. Dixon 57. erh. Douglas 67. erh. Erhöhungen: Black (2/2) J. Ioane (2/2) | (21:7) Bericht | Versuche: Foma’i 24. erh. Erhöhungen: Iona (1/1) Straftritte: Iona (1/1) 46. | Wellington Regional Stadium, Wellington Zuschauer: 0 Schiedsrichter: Nic Berry (Australien) |

| 26. Juni 2021 15:00 WESZ (UTC+1) | British and Irish Lions                                                                                   | 28 : 10        | Japan                                                                            | Murrayfield Stadium, Edinburgh Zuschauer: 16.500 Schiedsrichter: Pascal Gaüzère (Frankreich) |
| 26. Juni 2021 15:00 WESZ (UTC+1) | Versuche: Adams 12. erh. van der Merwe 18. erh. Henshaw 23. erh. Beirne 48. erh. Erhöhungen: Biggar (4/4) | (21:0) Bericht | Versuche: Himeno 59. erh. Erhöhungen: Tamura (1/1) Straftritte: Tamura (1/2) 69. | Murrayfield Stadium, Edinburgh Zuschauer: 16.500 Schiedsrichter: Pascal Gaüzère (Frankreich) |

Dies war die erste Begegnung überhaupt zwischen den Lions und Japan.
| 27. Juni 2021 14:00 WESZ (UTC+1) | England A | abgesagt | Schottland A | Welford Road Stadium, Leicester |
| 27. Juni 2021 14:00 WESZ (UTC+1) |           |          |              | Welford Road Stadium, Leicester |

### Woche 5
| 2. Juli 2021 19:00 SAST (UTC+2) | Südafrika | 40 : 9         | Georgien                                     | Loftus Versfeld Stadium, Pretoria Zuschauer: 0 Schiedsrichter: Mike Adamson (Schottland) |
| 2. Juli 2021 19:00 SAST (UTC+2) | Versuche: Fassi 4. n.erh. Mbonami 35. erh. Reinach 37. erh. K. Smith 54. erh. H. Jantjies 58. erh. Marx 68. erh. Erhöhungen: Pollard (4/5) E. Jantjies (1/1) | (19:9) Bericht | Straftritte: Abschandadse (3/3) 3., 18., 25. | Loftus Versfeld Stadium, Pretoria Zuschauer: 0 Schiedsrichter: Mike Adamson (Schottland) |

| 3. Juli 2021 16:30 NZST (UTC+12) | Māori All Blacks | 38 : 21         | Samoa                                                                                        | Mount Smart Stadium, Auckland Zuschauer: 10.000 Schiedsrichter: Mike Fraser (Neuseeland) |
| 3. Juli 2021 16:30 NZST (UTC+12) | Versuche: Dixon 22. erh. Lowe (2) 34. n.erh., 58. n.erh. Strafversuch (2) 40., 63. Wainui 46. n.erh. Erhöhungen: Black (1/2) Ioane (1/2) | (19:10) Bericht | Versuche: Fomai 24. erh. Alosio 41. erh. Tuiloma 80. erh. Erhöhungen: Iona (2/2) Taefu (1/1) | Mount Smart Stadium, Auckland Zuschauer: 10.000 Schiedsrichter: Mike Fraser (Neuseeland) |

| 3. Juli 2021 19:05 NZST (UTC+12) | Neuseeland | 102 : 0 | Tonga | Mount Smart Stadium, Auckland Zuschauer: 15.024 Schiedsrichter: Damon Murphy (Australien) |
| 3. Juli 2021 19:05 NZST (UTC+12) | Versuche: McKenzie 2. n.erh. Papali (2) 5. erh., 37. n.erh. Weber (3) 7. erh., 16. erh., 50. erh. Jordan (5) 9. n.erh., 20. erh., 47. n.erh., 55. erh., 68. n.erh. Jacobson 42. erh. Moʻunga 54. erh. R. Ioane 61. erh. Tuipulotu 77. erh. Bridge 80. erh. Erhöhungen: Moʻunga (7/11) Barrett (4/5) | (43:0)  |       | Mount Smart Stadium, Auckland Zuschauer: 15.024 Schiedsrichter: Damon Murphy (Australien) |

| 3. Juli 2021 13:00 WESZ (UTC+1) | Irland | 39 : 31         | Japan | Aviva Stadium, Dublin Zuschauer: 3.000 Schiedsrichter: Karl Dickson (England) |
| 3. Juli 2021 13:00 WESZ (UTC+1) | Versuche: Farrell 8. erh. McCloskey 26. n.erh. Bealham 40. erh. van der Flier 49. erh. Stockdale 52. erh. Erhöhungen: Carbery (4/5) Straftritte: Carbery (2/2) 62., 69. | (19:17) Bericht | Versuche: Leitch 11. erh. Lafaele 36. erh. Fifita 43. erh. Saitō 57. erh. Erhöhungen: Tamura (4/4) Straftritte: Tamura (1/1) 4. | Aviva Stadium, Dublin Zuschauer: 3.000 Schiedsrichter: Karl Dickson (England) |

| 3. Juli 2021 13:00 WESZ (UTC+1) | Wales | 68 : 12        | Kanada                                                            | Millennium Stadium, Cardiff Schiedsrichter: Nika Amaschukeli (Georgien) |
| 3. Juli 2021 13:00 WESZ (UTC+1) | Versuche: Williams (2) 7. erh., 46. erh. Botham 15. n.erh. Holmes (2) 21. erh., 80. erh. N. Smith 28. erh. Dee 32. erh. Rowlands 37. erh. Basham (2) 57. erh., 62. erh. Erhöhungen: Sheedy (7/8) Thomas (2/2) | (43:5) Bericht | Versuche: Lloyd 5. n.erh. Coats 69. erh. Erhöhungen: Nelson (1/2) | Millennium Stadium, Cardiff Schiedsrichter: Nika Amaschukeli (Georgien) |

- Leigh Halfpenny absolvierte sein 100. Test Match (96 für Wales, 4 für die British and Irish Lions).

| 3. Juli 2021 21:00 OESZ (UTC+2) | Rumänien                                                                   | 17 : 24        | Argentinien                                                                                               | Stadionul Arcul de Triumf, Bukarest Zuschauer: 4.000 Schiedsrichter: Mathieu Raynal (Frankreich) |
| 3. Juli 2021 21:00 OESZ (UTC+2) | Versuche: Căpățână 45. n.erh. Straftritte: Melinte (4/5) 5., 22., 32., 62. | (9:17) Bericht | Versuche: Bruni 14. n.erh. Cordero 24. n.erh. Strafversuch 36. González 73. erh. Erhöhungen: Miotti (1/1) | Stadionul Arcul de Triumf, Bukarest Zuschauer: 4.000 Schiedsrichter: Mathieu Raynal (Frankreich) |

| 4. Juli 2021 WESZ (UTC+1) | England | 43 : 29        | Vereinigte Staaten | Twickenham Stadium, London Zuschauer: 10.000 Schiedsrichter: Andrew Brace (Irland) |
| 4. Juli 2021 WESZ (UTC+1) | Versuche: Underhill 6. n.erh. Lawrence 14. erh. Cokanasiga (2) 23. erh., 30. erh. Blamire 49. n.erh. M. Smith 65. n.erh. Randall 69. erh. Erhöhungen: M. Smith (5/7) | (26:8) Bericht | Versuche: Jamason Fa’anana-Schultz 41. n.erh. Dolan 57. erh. Germishuys 73. erh. Dyer 77. erh. Erhöhungen: Carty (3/4) Straftritte: Carty (1/1) 5. | Twickenham Stadium, London Zuschauer: 10.000 Schiedsrichter: Andrew Brace (Irland) |

| 3. Juli 2021 15:00 UYT (UTC−3) | Uruguay | 42 : 26         | Argentina XV | Estadio Charrúa, Montevideo Zuschauer: 0 Schiedsrichter: Nehuén Jauri Rivero (Argentinien) |
| 3. Juli 2021 15:00 UYT (UTC−3) | Versuche: Vilaseca 11. erh. Kessler 32. erh. Dotti 40. erh. Viñals 48. erh. Etcheverry 61. erh. Gattas 80. erh. Erhöhungen: Berchesi (6/6) Etcheverry (1/1) | (21:14) Bericht | Versuche: Elías 19. erh. Fernández Criado 24. erh. Dairaux 59. n.erh. Simes 74. erh. Erhöhungen: Elías (2/2) Prisciantelli (1/2) | Estadio Charrúa, Montevideo Zuschauer: 0 Schiedsrichter: Nehuén Jauri Rivero (Argentinien) |

### Woche 6
| 7. Juli 2021 20:00 AEST (UTC+10) | Australien | 23 : 21        | Frankreich | Suncorp Stadium, Brisbane Zuschauer: 20.000 Schiedsrichter: Brendon Pickerill (Neuseeland) |
| 7. Juli 2021 20:00 AEST (UTC+10) | Versuche: Paenga-Amosa 34. erh. Hooper 71. erh. Erhöhungen: Lolesio (2/2) Straftritte: Lolesio (3/3) 44., 60., 80.+4 | (7:15) Bericht | Versuche: Villière (2) 6. n.erh., 22. erh. Erhöhungen: Carbonel (1/2) Straftritte: Carbonel (2/2) 19., 52. Jaminet (1/1) 62. | Suncorp Stadium, Brisbane Zuschauer: 20.000 Schiedsrichter: Brendon Pickerill (Neuseeland) |

| 9. Juli 2021 19:00 SAST (UTC+2) | Südafrika | abgesagt | Georgien | Ellis Park Stadium, Johannesburg Schiedsrichter: Frank Murphy (Irland) |
| 9. Juli 2021 19:00 SAST (UTC+2) |           |          |          | Ellis Park Stadium, Johannesburg Schiedsrichter: Frank Murphy (Irland) |

Das Spiel musste abgesagt werden, nachdem zahlreiche Spieler positiv auf COVID-19 getestet worden waren (12 bei Südafrika, 4 bei Georgien).
| 10. Juli 2021 19:05 NZST (UTC+12) | Neuseeland | 57 : 23         | Fidschi                                                                             | Forsyth Barr Stadium, Dunedin Zuschauer: 15.103 Schiedsrichter: Nic Berry (Australien) |
| 10. Juli 2021 19:05 NZST (UTC+12) | Versuche: J. Barrett 9. erh. Havili (2) 18. erh., 21. erh. Bridge 44. n.erh. Coles (4) 52. n.erh., 64. erh., 73. erh., 76. erh. Jordan 69. n.erh. Erhöhungen: B. Barrett (6/9) | (21:11) Bericht | Versuche: Tuisue 28. n.erh. Kunavula 48. n.erh. Straftritte: Volavola (2/2) 6., 13. | Forsyth Barr Stadium, Dunedin Zuschauer: 15.103 Schiedsrichter: Nic Berry (Australien) |

| 10. Juli 2021 13:00 WESZ (UTC+1) | Wales | 20 : 20        | Argentinien                                                                                              | Millennium Stadium, Cardiff Zuschauer: 8.200 Schiedsrichter: Matthew Carley (England) |
| 10. Juli 2021 13:00 WESZ (UTC+1) | Versuche: Matera 39. erh. de la Fuente 46. erh. Erhöhungen: Sánchez (2/2) Straftritte: Sánchez (2/4) 16., 45. | (10:6) Bericht | Versuche: Rowlands 51. erh. Williams 71. erh. Erhöhungen: Evans (2/2) Straftritte: Sheedy (2/2) 18., 27. | Millennium Stadium, Cardiff Zuschauer: 8.200 Schiedsrichter: Matthew Carley (England) |

Erstes Unentschieden zwischen diesen beiden Mannschaften.
| 10. Juli 2021 15:00 WESZ (UTC+1) | England | 70 : 14         | Kanada                                                            | Twickenham Stadium, London Zuschauer: 10.000 Schiedsrichter: Craig Evans (Wales) |
| 10. Juli 2021 15:00 WESZ (UTC+1) | Versuche: Blamire (3) 1., erh., 40. erh., 59. erh. Radwan (3) 15. erh., 50. erh., 61. erh. Cokanasiga (2) 20. erh., 23. erh. Genge 46. erh. Strafversuch 13. Erhöhungen: Smith (9/9) | (42:14) Bericht | Versuche: Braude 10. erh. Lloyd 33. erh. Erhöhungen: Nelson (2/2) | Twickenham Stadium, London Zuschauer: 10.000 Schiedsrichter: Craig Evans (Wales) |

| 10. Juli 2021 21:00 OESZ (UTC+3) | Rumänien | abgesagt | Schottland | Stadionul Arcul de Triumf, Bukarest Schiedsrichter: Nika Amaschukeli (Georgien) |
| 10. Juli 2021 21:00 OESZ (UTC+3) |          |          |            | Stadionul Arcul de Triumf, Bukarest Schiedsrichter: Nika Amaschukeli (Georgien) |

Abgesagt nach mehreren positiven COVID-19-Tests in der schottischen Mannschaft.
| 10. Juli 2021 19:15 WESZ (UTC+1) | Irland | 71 : 10        | Vereinigte Staaten                                                            | Aviva Stadium, Dublin Zuschauer: 3.000 Schiedsrichter: Mathieu Raynal (Frankreich) |
| 10. Juli 2021 19:15 WESZ (UTC+1) | Versuche: Baloucoune 17. erh. Kelleher (4) 24. erh., 30. erh., 44. erh., 54. erh. Timoney 27. erh. McCloskey 56. n.erh. Keenan 62. erh. Coombes 71. erh. Bealham 80. erh. Erhöhungen: Carbery (5/5) Byrne (3/4) Addison (1/1) Straftritte: Carbery (1/1) 8. | (31:3) Bericht | Versuche: Baska 78. erh. Erhöhungen: Magie (1/1) Straftritte: Carty (1/1) 20. | Aviva Stadium, Dublin Zuschauer: 3.000 Schiedsrichter: Mathieu Raynal (Frankreich) |

### Woche 7
| 13. Juli 2021 20:00 AEST (UTC+10) | Australien                                                                                     | 26 : 28         | Frankreich | Melbourne Rectangular Stadium, Melbourne Zuschauer: 20.113 Schiedsrichter: James Doleman (Neuseeland) |
| 13. Juli 2021 20:00 AEST (UTC+10) | Versuche: Gordon 38. erh. Hooper 71. erh. Erhöhungen: Lolesio (2/2) Straftritte: Lolesio (4/4) | (13:13) Bericht | Versuche: Penaud 22. erh. Erhöhungen: Jaminet (1/1) Straftritte: Jaminet (7/7) 2., 10., 35., 51., 56., 63., 78. | Melbourne Rectangular Stadium, Melbourne Zuschauer: 20.113 Schiedsrichter: James Doleman (Neuseeland) |

Dies war der erste Auswärtssieg der Franzosen in Australien seit der Tour 1990.
| 17. Juli 2021 19:05 NZST (UTC+12) | Neuseeland | 60 : 13        | Fidschi                                                                         | Waikato Stadium, Hamilton Zuschauer: 25.800 Schiedsrichter: Damon Murphy (Australien) |
| 17. Juli 2021 19:05 NZST (UTC+12) | Versuche: Reece (3) 15. erh., 31. erh., 36. n.erh. Savea 40. erh. Jordan 42. erh. Ioane 49. erh. Taukei’aho (2) 59. n.erh., 80. erh. Frizell 68. erh. Erhöhungen: Moʻunga (5/6) B. Barrett (2/3) Straftritte: Moʻunga (1/1) 29. | (29:6) Bericht | Versuche: Ravai 44. erh. Erhöhungen: Volavola (1/1) Straftritte: Volavola (2/2) | Waikato Stadium, Hamilton Zuschauer: 25.800 Schiedsrichter: Damon Murphy (Australien) |

- Ardie Savea und Anton Lienert-Brown traten beide zum 50. Mal in einem Test Match für Neuseeland an.

| 17. Juli 2021 20:00 AEST (UTC+12) | Australien | 33 : 30         | Frankreich | Suncorp Stadium, Brisbane Zuschauer: 37.000 Schiedsrichter: Ben O’Keeffe (Neuseeland) |
| 17. Juli 2021 20:00 AEST (UTC+12) | Versuche: McDermott 11. erh. Lolesio 20. erh. Tupou 51. erh. Erhöhungen: Lolesio (3/3) Straftritte: Lolesio (4/5) 26., 40., 73., 79. | (20:20) Bericht | Versuche: Couilloud 8. erh. Woki 36. erh. Barassi 47. erh. Erhöhungen: Jaminet (3/3) Straftritte: Jaminet (3/4) 4., 14., 75. | Suncorp Stadium, Brisbane Zuschauer: 37.000 Schiedsrichter: Ben O’Keeffe (Neuseeland) |

| 17. Juli 2021 15:00 WESZ (UTC+1) | Wales | 11 : 33        | Argentinien                                                | Millennium Stadium, Cardiff Zuschauer: 8.200 Schiedsrichter: Luke Pearce (England) |
| 17. Juli 2021 15:00 WESZ (UTC+1) | Versuche: Moroni 11. erh. Cubelli 28. erh. Matera 79. erh. Erhöhungen: Sánchez (3/3) Straftritte: Sánchez (4/4) 26., 57., 65., 76. | (8:17) Bericht | Versuche: Lane 8. n.erh. Straftritte: Evans (2/2) 31., 51. | Millennium Stadium, Cardiff Zuschauer: 8.200 Schiedsrichter: Luke Pearce (England) |

- Dies war der erste argentinische Sieg über Wales seit 2012 (zugleich der Sieg mit der größten Punktedifferenz).
- 50. Test Match von Matías Moroni für Argentinien.

| 17. Juli 2021 19:00 UTC+4 | Georgien | abgesagt | Schottland | Boris-Paitschadse-Dinamo-Arena, Tiflis Schiedsrichter: Andrew Brace (Irland) |
| 17. Juli 2021 19:00 UTC+4 |          |          |            | Boris-Paitschadse-Dinamo-Arena, Tiflis Schiedsrichter: Andrew Brace (Irland) |

Nach mehreren COVID-19-Fällen in der georgischen Mannschaft musste das Spiel abgesagt werden.

### Wochen 8 bis 10
| 24. Juli 2021 18:00 SAST (UTC+2) | Südafrika                                                                  | 17 : 22        | British and Irish Lions                                                                                                 | Cape Town Stadium, Kapstadt Zuschauer: 0 Schiedsrichter: Nic Berry (Australien) |
| 24. Juli 2021 18:00 SAST (UTC+2) | Versuche: de Klerk 49. n.erh. Erhöhungen: Pollard (4/5) 13., 17., 26., 30. | (12:3) Bericht | Versuche: Cowan-Dickie 43. erh. Erhöhungen: Biggar (1/1) Straftritte: Biggar (4/5) 19., 52., 55., 62. Farrell (1/1) 78. | Cape Town Stadium, Kapstadt Zuschauer: 0 Schiedsrichter: Nic Berry (Australien) |

- Handré Pollard bestritt sein 50. Test Match für Südafrika.

| 31. Juli 2021 18:00 SAST (UTC+2) | Südafrika | 27 : 9        | British and Irish Lions                | FNB-Stadion, Johannesburg Zuschauer: 0 Schiedsrichter: Ben O’Keeffe (Neuseeland) |
| 31. Juli 2021 18:00 SAST (UTC+2) | Versuche: Mapimpi 44. n.erh. Am 60. erh. Erhöhungen: Pollard (1/2) Straftritte: Pollard (5/6) 3., 31., 70., 75., 80. | (6:9) Bericht | Straftritte: Biggar (3/4) 9., 16., 36. | FNB-Stadion, Johannesburg Zuschauer: 0 Schiedsrichter: Ben O’Keeffe (Neuseeland) |

| 7. August 2021 19:05 NZST (UTC+12) | Neuseeland | 33 : 25 | Australien | Eden Park, Auckland Zuschauer: 47.000 Schiedsrichter: Paul Williams (Neuseeland) |
| 7. August 2021 19:05 NZST (UTC+12) | Versuche: Reece 40. erh. Moʻunga 51. erh. Havili 58. n.erh. McKenzie 64. n.erh. Erhöhungen: Moʻunga (2/4) Straftritte: Moʻunga (3/3) 17., 21., 29. | Bericht | Versuche: Kellaway 36. n.erh. Banks (2) 69. n.erh., 74. n.erh. Uelese 80. erh. Erhöhungen: Lolesio (1/4) Straftritte: Lolesio (1/3) 31. | Eden Park, Auckland Zuschauer: 47.000 Schiedsrichter: Paul Williams (Neuseeland) |

- Aaron Smith absolvierte zum 100. Mal ein Test Match für Neuseeland.

| 7. August 2021 18:00 | Südafrika                                                                                                   | 19 : 16        | British and Irish Lions                                                                     | FNB-Stadion, Johannesburg Zuschauer: 0 Schiedsrichter: Mathieu Raynal (Frankreich) |
| 7. August 2021 18:00 | Versuche: Kolbe 55. erh. Erhöhungen: Pollard (1/1) Straftritte: Pollard (2/4) 12., 36. Steyn (2/2) 67., 79. | (6:10) Bericht | Versuche: Owens 19. erh. Erhöhungen: Russell (1/1) Straftritte: Russell (3/3) 16., 63., 75. | FNB-Stadion, Johannesburg Zuschauer: 0 Schiedsrichter: Mathieu Raynal (Frankreich) |

- Damian de Allande absolvierte zum  50. Mal ein Test Match für Südafrika.